# Samuel Mosberg
Samuel A.  "Sammy" Mosberg (14. juni 1896 i New York City – 30. august 1967 i Brooklyn) var en jødisk/amerkansk bokser som deltog i de olympiske lege 1920 i Antwerpen. 
Mosbergvandt en guldmedalje i boksning i vægtklassen letvægt under OL 1920 i Antwerpen. Han vandt finalen over danske Gotfred Johansen. Der var 16 boksere fra ti lande som stillede op i disciplinen der blev afholdt fra den 21. til 24. august 1920. 